# Красовський Руслан Борисович
Красовський Руслан Борисович (26 листопада 1968 — 10 вересня 2023, біля с. Ольгівка, Бериславський район на Херсонщині) — український суспільний діяч, політик та військовий. Активний учасник Помаранчевої революції та Революції гідності.

## Життєпис
Руслан Красовський народився і виріс у патріотичній родині. Його дідусь, Корній Красовський був одним з співорганізаторів «Просвіти» у селі Здовбиця, а рідний брат дідуся, Іван Красовський належав до УПА.

### Суспільна діяльність
З початку 90-х, Руслан Красовський приймав активну участь у створенні перших мілітарних підрозділів Українського козацтва «Волинська Січ», провадив діяльність у Здовбицькій сотні, бо усвідомлював загрозу з боку Москви у становленні молодої української держави. Уся родина Красовських долучалась до відстоювання і розбудови Української православної церкви у Здовбиці. Руслан проявляв лідерство під час визначення юрисдикції церкви, завдяки чому у Здовбиці, як виняток з практик навколишніх сіл, старий кам'яний храм перейшов у підпорядкування Київського Патріархату. Багато років активно працював у церковній двадцятці та на посаді заступника старости Свято-Михайлівського храму.
Активний учасник Помаранчевої революції і Революції гідності у складі 35 сотні самооборони Майдану, був у ранок розстрілів на Інститутській, і ще місяць по тому допомагав забезпечувати безпеку столиці.
Долучався до краєзнавчої роботи з відновлення національної пам'яті борців за волю України в лавах УПА, брав участь у встановленні пам'ятника в селі Ходоси. До повномасштабного російського вторгнення, як член виконкому Здовбицької сільської ради, ініціював виділення земельної ділянки біля сільської ради для встановлення пам'ятного хреста ОУН. Проект був реалізований до Свята Героїв у 2023 році.
Зробив значний вклад у вирішення екологічних проблем Здовбиці будучи на посаді депутата Здолбунівської районної ради.
Активний пластовий приятель, батько та дідусь пластунів. Був помічником на пластових таборах та в облаштуванні пластової оселі Волошки.

### Участь в російсько-українській війні
З перших днів повномасштабного вторгнення пішов до війська, спочатку у 104, а пізніше перейшов до 112 бригади ТРО у підрозділ, де воювало багато пластунів. Був солдатом мінометного розрахунку. Брав участь у важких боях у Білогорівці та Бахмуті. Загинув 10 вересня 2023 року у складі штурмового батальйону на Херсонському напрямку в результаті контрбатарейного вогню росіян. Поховали у рідному селі Здовбиця, на місцевому кладовищі, 17 вересня 2023 року.